# Michael Baerst

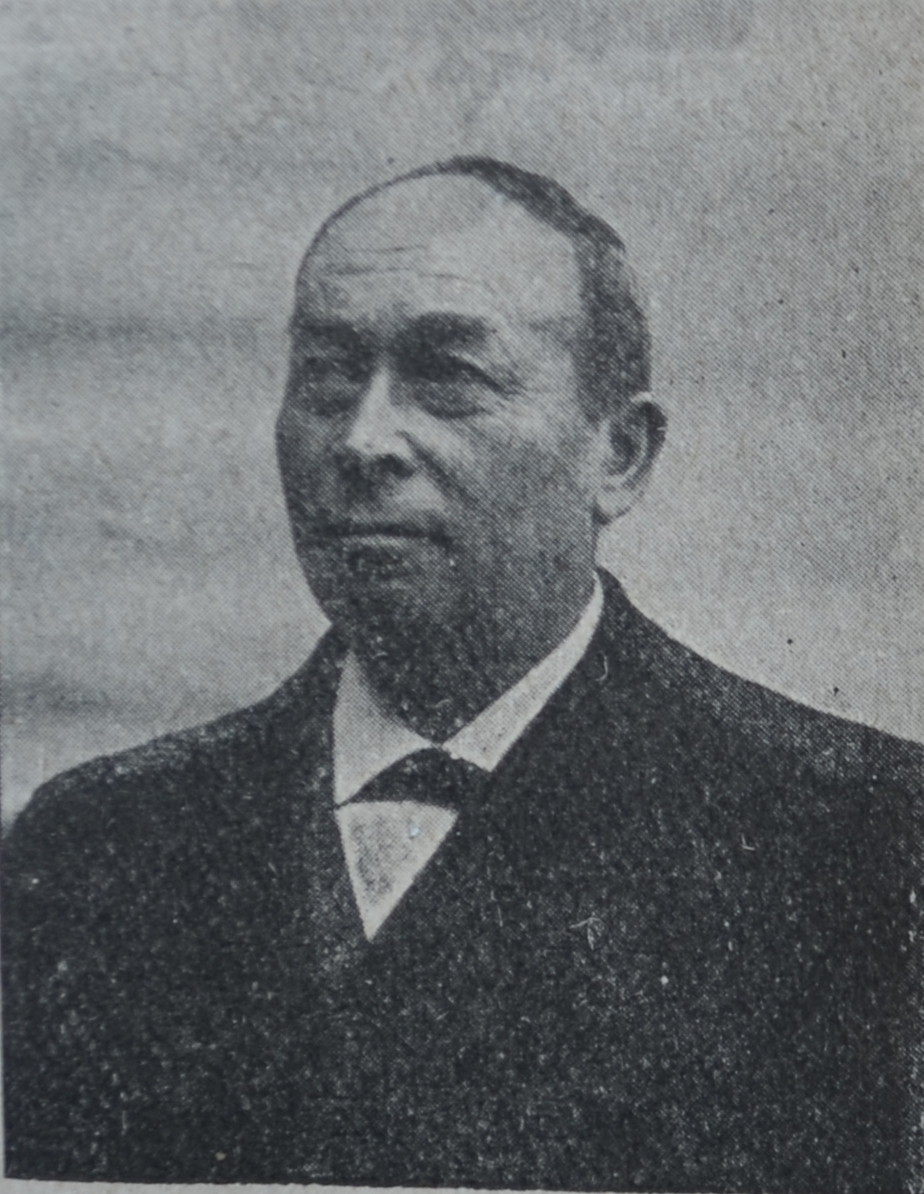
Michael Baerst, 1911

Michael Baerst (* 8. April 1856 in Mundolsheim; † 29. März 1923 in Straßburg) war Landwirt und liberaler Politiker.

## Familie
Michael Baerst, der evangelischer Konfession war, war der Sohn des Landwirts Michel Baerst und dessen Frau Eve geborene Bauer. Er heiratete 1879 Marie Riehl.

## Leben
Baerst besuchte ab 1869 das Privatinstitut Prof. Knoertzer in Nancy und hörte dort akademische Vorlesungen. 1871 endete der Deutsch-Französische Krieg und das Reichsland Elsaß-Lothringen wurde gebildet. 1873 diente er als Einjährig-Freiwilliger und war 1877 Reserveoffizier des 2. Chev. Regimentes und 1911 Leutnant der Landwehr-Reserve a. D. Ab 1886 war er Gemeinderat, ab 1892 Kirchenrat und Mitglied im Konsistorium Bendenheim. Ab 1901 war er Vorsitzender des landwirtschaftlichen Kreisvereins Straßburg-Land, ab 1896 Mitglied des Landwirtschaftsrates und stellvertretendes Mitglied des deutschen Landwirtschaftsrates.
1911 wurde er vom Landwirtschaftsrat von Elsaß-Lothringen (Unterelsaß) in die erste Kammer des Landtags des Reichslandes Elsaß-Lothringen gewählt. Er gehörte dem Landtag bis 1918 an. Michael Baerst wurde 1914 Mitglied des Oberschulrates.
1913 bis 1923 war er Mitglied des Oberkonsistoriums und 1920 bis 1923 des Vorstandes des Protestantischen Kirche Augsburgischen Bekenntnisses von Elsass und Lothringen. Nach dem Krieg war er 1919–1923 Ersatzmitglied des Tribunals für Kriegsschäden (Tribunal des dommages de guerre pour l`Alsace et la Lorraine).
Er veröffentlichte unregelmäßig in der liberalen „Strassburger Neuen Zeitung“.